# Sonia Rykiel

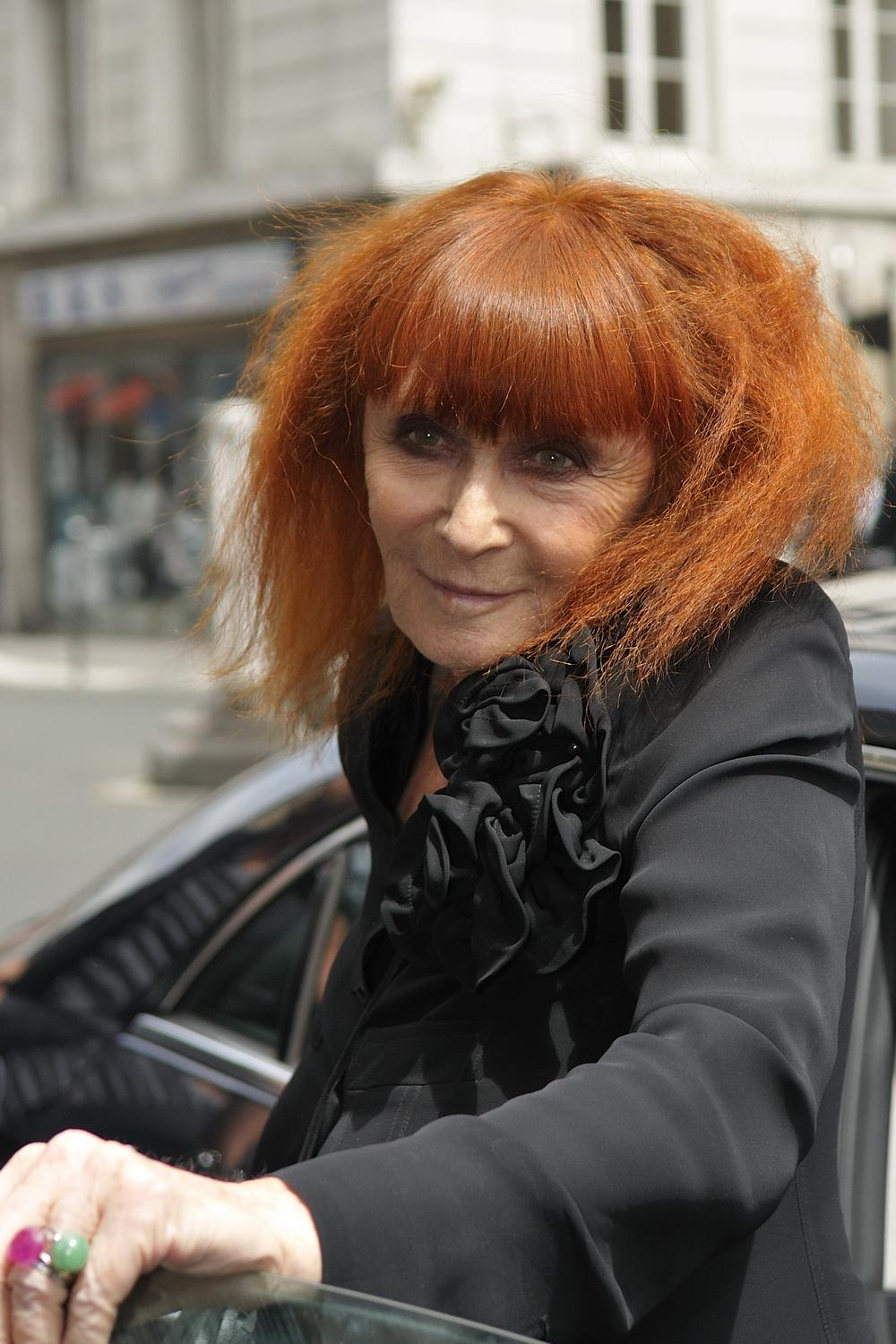
Sonia Rykiel (2009)

Sonia Rykiel (* 25. Mai 1930 in Paris; † 25. August 2016 ebenda) war eine französische Modeschöpferin. Sie wurde auch die „Königin des Strick“ genannt, da sie in der Pariser Modewelt ab den 1970er Jahren erfolgreich ihre hochpreisigen Strickkollektionen vermarkten konnte. Ihr modisches Markenzeichen waren unter anderem Streifen in ihren Stricksachen.
Die von Rykiel 1968 gegründete Modemarke Sonia Rykiel hatte mit Damen- und Mädchenbekleidung, zeitweise auch Herrenmode, Accessoires und Parfüm sowie Kosmetik als Unternehmen Sonia Rykiel CDM S.A. ihren Sitz in Paris und war bis 2012 als Familienunternehmen in Privatbesitz. Im Februar 2012 übernahm die chinesische Investmentfirma Fung Brands aus Hongkong 80 Prozent des Unternehmens Sonia Rykiel; im Jahr 2016 die übrigen 20 Prozent. Im April 2019 meldete das Unternehmen Insolvenz an, im Juli 2019 wurde es liquidiert.

## Leben und Werk
Sonia Flis, Tochter einer jüdischen Russin und eines jüdischen Rumänen, arbeitete zunächst als Schaufensterdekorateurin im Geschäft ihres Vaters und heiratete 1953 Samuel „Sam“ Rykiel († 1975), den Inhaber einer Pariser Mode-Boutique namens Laura. Während ihrer Schwangerschaft mit ihrem Sohn Jean-Philippe (* 1961, blinder Musiker und Komponist) stellte Sonia Rykiel fest, dass es für sie keine passende Schwangerschaftsmode, wie bspw. Pullover gab, die weich und elastisch waren. Sie entwarf mithilfe der italienischen Geschäftskontakte ihres Mannes, von dem sie sich einige Jahre später scheiden ließ, daher 1962 – ohne formale Ausbildung – ihre eigene Strickkollektion, zunächst für Umstandsmoden, und verkaufte sie in der Boutique Laura. Diese Kollektion war so erfolgreich, dass sie bereits 1968 ihre erste eigene Pariser Boutique im Quartier Saint-Germain-des-Prés in der Rue de Grenelle eröffnete. Die Modezeitschrift ELLE bildete eines ihrer Modelle aus dem Schaufenster auf der Titelseite ab und das amerikanische Modemagazin Womens’s Wear Daily ernannte sie 1972 zur „Queen of Knits“ (dt.: ‚Königin der Stricksachen‘) wie Adrienne Vittadini in den USA.
In den 1970er Jahren schuf Rykiel ihr Firmenimperium. 1974 waren bei ihren modischen Entwürfen – als Novum in der Branche – die Nähte von außen zu sehen. Zu den ersten prominenten Rykiel-Kundinnen gehörten Brigitte Bardot, Catherine Deneuve und Audrey Hepburn. 1977 entwarf Rykiel Konfektions-Prêt-à-Porter für den Katalog-Versand 3 Suisses (heute: 3 Suisses International). Der befreundete Karl Lagerfeld nahm bereits 1979 eine Rykiel-Modenschau auf Film auf. 1978 brachte Rykiel ihren ersten Duft, 7e Sens (nicht mehr erhältlich), heraus. Im Laufe der Jahre folgten zahlreiche weitere Duft-Kompositionen, wie bspw. L’Eau de Sonia Rykiel (1998) oder Rykiel Homme (1999). 1987 erschienen in Japan die ersten Kosmetika unter ihrem Namen.
Persönliches Markenzeichen Rykiels waren ihre aufgebürsteten roten Haare. Ihre Mode war seit den 1980er Jahren u. a. bekannt für den Einsatz von Ringelstreifen in bunten Farben oder auch in schwarz-weiß, für die Verwendung von Strass-Steinen oder Spitze, für die Farbe schwarz und für mit großbuchstabigen Botschaften versehene Strick-Pullover aus Kaschmirwolle, die mitunter auch als Kleid fungierten.
Rykiels Tochter Nathalie (* 1955) war 1975 für das Unternehmen zunächst als Model tätig, leitete dann die Modenschauen und schuf 1983 die Kinderkollektion des Hauses. 1982 trat Simon Burstein, Erbe des britischen Mode-Imperiums Brown's, als Manager in das Unternehmen Sonia Rykiel ein und heiratete Nathalie Mitte der 1980er Jahre. 1995 wurde Nathalie Geschäftsführerin und Kreativdirektorin. Nathalie ließ sich Anfang 2007 von Simon Burstein scheiden, welcher daraufhin das Unternehmen verließ. Seit 2007 ist Nathalie die Vorstandsvorsitzende und Nachfolgerin ihrer Mutter, die zur Ehrenvorsitzenden ernannt wurde und weiterhin in den Designprozess integriert war. Sonia Rykiel war auch als Schriftstellerin tätig, richtete Hotels ein und sang. Sogar eine Rose (Rosa generosa Sonia Rykiel) ist nach ihr benannt. Sie war mit Andy Warhol befreundet, der sie in den 1980ern als seine Muse betrachtete, einen Film über sie drehte und 1985 ein Porträt von ihr anfertigte. Eine 1997 bei Rykiel diagnostizierte milde Form der Parkinson-Krankheit hielt sie 15 Jahre lang geheim, anfangs sogar vor ihrer Familie, und ging damit erst 2012 mit einem Buch (N’oubliez pas que je joue, 2012) darüber an die Öffentlichkeit.
In der satirischen Filmkomödie Prêt-à-Porter des Regisseurs Robert Altman von 1994 hat Modedesignerin Sonia Rykiel einen kurzen Gastauftritt, indem sie von einer TV-Reporterin, verkörpert von Schauspielerin Kim Basinger, vor einer Fernsehkamera interviewt wird. Außerdem tragen in dem Spielfilm mehrere Models von ihr entworfene Kostüme.
Anlässlich des 40. Jahrestages der Gründung des Hauses kreierten 30 weltbekannte Designer – darunter Karl Lagerfeld für Chanel, Christian Lacroix, Ralph Lauren, Martin Margiela und Alber Elbaz für Jeanne Lanvin – als Hommage an Sonia Rykiel typische Outfits im Rykiel-Stil. Die Modelle wurden als Überraschung für Sonia Rykiel am Ende der Geburtstagsgala 2008 präsentiert, die ihre Tochter Nathalie organisiert hatte. Im Dezember 2009 erschien eine niedrigpreisige Dessous-Kollektion von Rykiel in Kooperation mit H&M, die im Februar 2010 um eine Strick-Kollektion für Damen und Mädchen ergänzt wurde.
Zum Haus Rykiel gehören die Damenkollektionen Sonia Rykiel (Hauptlinie, seit 1968) und Sonia by Sonia Rykiel (Zweitlinie, seit 1989, bis 1999: Inscription Rykiel). Daneben existiert eine Kinderkollektion für Mädchen (seit 1984), Rykiel Enfant, und eine Schuh- und Accessorieskollektion. Als Lizenz-Produkte werden Sonia Rykiel Eyewear mit Korrektionsfassungen und Sonnenbrillen sowie Sonia Rykiel Maison für Heim-Accessoires und Inneneinrichtungsgegenstände angeboten. Die Herrenkollektion Rykiel Homme, die 1990 auf Bursteins Initiative hin ins Leben gerufen worden war, wurde nach 18 Jahren zur Sommerkollektion 2009 mit der Begründung eingestellt, dass sie lediglich 5 Prozent des Gesamtumsatzes erwirtschafte und man sich auf das Kerngeschäft, die Damenmode, konzentrieren wolle. Nach dem teilweisen Rückzug von Sonia Rykiel als Chefdesignerin ab Mitte der 1990er Jahre übernahm ihre Tochter Nathalie in ständiger Absprache mit ihrer Mutter und unterstützt durch ein Designteam diese Aufgabe. Von Ende 2007 bis Anfang 2009 hatte die Münchner Designerin Gabrielle Greiss, die seit 2002 für Sonia Rykiel gearbeitet hatte, den Posten der Chefdesignerin inne. Ende 2011 wurde die seit 1990 für Sonia Rykiel tätige April Crichton aus Schottland als Kreativdirektorin verpflichtet und erschien in der Folge mit Nathalie Rykiel am Ende der Modenschauen auf dem Laufsteg. 2012 wurde der Kanadier Geraldo de Conceicao, ein ehemaliger Louis Vuitton und Yves Saint Laurent Designer, als Chefdesigner bei Rykiel verpflichtet. Im Mai 2014 wurde dieser von Julie de Libran abgelöst, die bereits Erfahrung bei Louis Vuitton und Prada gesammelt hatte. De Libran verließ das Unternehmen im April 2019.
Das Haus Rykiel war bis Anfang 2012 zu 100 Prozent in privatem Familienbesitz. Im Februar 2012 übernahm die 2011 gegründete, chinesische Fung Brands Gruppe, zu der auch die Modemarken Hardy Amies (Bekleidung), Robert Clergerie (Schuhe) und Delvaux (Lederwaren) gehören, 80 Prozent der Anteile am Unternehmen Sonia Rykiel. Die übrigen 20 Prozent verblieben im Besitz der Familie Rykiel. Das Haus Rykiel hatte Mitte 2011 im Rahmen von Expansionsplänen, aber auch aufgrund sinkender Umsatzzahlen, mit der Suche nach einem Finanzpartner begonnen. Fung Brands gehört der Familie Fung, welche auch die 1906 gegründete Li&Fung Handelsgruppe besitzt, die bspw. 2011 Cerruti kaufte. Nathalie Rykiel übernahm den Vize-Vorsitz im Verwaltungsrat. 2016 kaufte Fung Brands die übrigen 20 Prozent am Unternehmen Sonia Rykiel auf und unterstellte die Marke der neu gegründeten Investmentsparte First Heritage Brands. Kurz darauf wurde etwa ein Drittel der Rykiel-Mitarbeiter entlassen; 150 Stellen blieben erhalten. Die Anzahl der eigenen Ladengeschäfte wurde sukzessive von 30 auf zehn reduziert. 2018 betrugen die Umsätze nur noch 35 Millionen Euro bei einem Jahresverlust von 30 Millionen Euro. Ende April 2019 meldete das Unternehmen Konkurs an. First Heritage Brands hatte zuvor versucht, die defizitäre Modemarke abzustoßen. Nachdem die Frist für die Abgabe von Übernahmeangeboten dreimal verschoben wurde, entschied das Pariser Handelsgericht am 25. Juli 2019, dass das Haus Sonia Rykiel mit sofortiger Wirkung liquidiert wird.
Der Hauptsitz und der Flagshipstore von Sonia Rykiel befanden sich seit 2008 auf dem Boulevard Saint-Germain 175 in Paris. Der Jahresumsatz 2010 betrug inklusive der Parfüm-Lizenz 90 Millionen Euro, mehr als 10 Millionen Euro weniger als im Jahr zuvor. Das Unternehmen beliefert Fachhändler in 30 Ländern; der Exportanteil betrug 2010 ca. 45 Prozent. 2010 wurden etwa 350 Mitarbeiter beschäftigt; im Jahr zuvor waren es um die 400. 2012 existierten in Frankreich (mit Shops-in-Shop) ungefähr 20 Sonia-Rykiel-Boutiquen, etwa 15 im restlichen Europa (keine in den deutschsprachigen Ländern), Russland und dem Nahen Osten, eine in Boston sowie zahlreiche in Japan, China, Südkorea und Taiwan. Im Rahmen der Liquidation des Unternehmens wurden im Sommer 2019 alle verbliebenen Sonia-Rykiel-Geschäfte geschlossen.
Sonia Rykiel starb im Alter von 86 Jahren. Die Grabstätte befindet sich auf dem Cimetière Montparnasse (2. Div.) in ihrer Heimatstadt Paris. Am 29. September 2018 wurde anlässlich des 50. Geburtstages des Hauses im Quartier Saint-Germain-des-Prés im 6. Arrondissement von Paris auf dem Boulevard Raspail ein Gedenkpark zu Ehren von Sonia Rykiel eingeweiht („Allée Sonia Rykiel“).

## Funktionen
Von 1973 bis 1993 war Sonia Rykiel Vizepräsidentin des Chambre Syndicale du Prêt à Porter des Couturiers et des Créateurs de Mode.

## Auszeichnungen
- 1996: Offizier der Ehrenlegion
- 2001: Oscar der Fashion Group International
- 2008: Commandeur de l'Ordre national du Mérite der französischen Regierung
- 2012: Commandeur de l'Ordre des Arts et des Lettres
- 2013: Grand officier de l'Ordre national du Mérite